# هيئة المسح الجيولوجي الأمريكية
هيئة المسح الجيولوجي الأمريكية United States Geological Survey (واختصاره USGS) هي هيئة علمية في حكومة الولايات المتحدة. يدرس علماء المسح الجيولوجي الأمريكي تضاريس الولايات المتحدة، مواردها الطبيعية، والكوارث الطبيعية التي تهددها. يضم المركز أربع تخصصات علمية، تهتم بعلم الأحياء، الجغرافيا، الجيولوجيا، والهيدرولوجيا. المسج الجيولوجي الأمريكي هو منظمة أبحاث - لجنة تقصي حقائق ليس لها مسئولية تنظيمية.
المسح الجيولوجي الأمريكي هو الوكالة العلمية التابعة لوزارة الداخلية الأمريكية. يبلغ عدد الموظفين به حوالي 8.670 شخص ومقره الرئيسي في رستون، ڤيرجينيا. للمسح الجيولجي الأمريكي مكاتب رئيسية بالقرب من ليك‌وود، كلورادو، في مركز دنـڤر الاتحادي، ومنلو پارك، كاليفورنيا.
شعار المسح الجيولوجي الأمريكي هو «العلم من أجل تغيير العالم».

## التاريخ
في 3 مارس 1879، خول الكونجرس الأمريكي (20 Stat. L. 394) مكتب مدير المسح الجيولوجي الأمريكي، وذلك بقيامه بتخصيصات في الميزانية «لمصاريف مدنية متفرقة للحكومة.» كلارنس كنگ، أول مدير، كان قد رُشـِّح في 21 مارس 1879 وبدأ العمل في 24 مايو 1879. وكان المسح على مستوى الدولة لتصنيف الأراضي العامة وبنيتها الجيولوجية والمصادر المعدنية والمنتجات. وكان أول مسح جيولوجي بتمويل من الكونجرس قد أُمِر به في 28 يونيو 1834 (4 Stat. L. 394) والذي خصص $5,000 دولار لمسح قام به جورج وليام فيذرستونهو للأرض بين نهري ميزوري والأحمر. أول مسح على نفقة ولاية أجري في 1830-33 في مساتشوستس.« *

### قائمة مديري المسح الجيولوجي
- 1879–1881 كلارنس كنگ
- 1881–1894 جون وسلي پويل
- 1894–1907 تشارلز دوليتل والكوت
- 1907–1930 جورج اوتيس سميث
- 1930–1943 والتر كوران مندنهال
- 1943–1956 ويليام إمبري وارثر
- 1956–1965 توماس برنان نولان
- 1965–1971 ويليام توماس پكورا
- 1971–1978 ڤنسنت إليس مك‌كلڤي
- 1978–1981 هنري ويليام منارد
- 1981–1993 دالاس لين پك
- 1994–1997 گوردون پ. إيتن
- 1998–2005 تشارلز جي گروت
- 2006–2009 مارك مايرز
- 2009–2013 ماريكا مك‌نوت